# Antônio Fernandes da Costa
Antônio Fernandes da Costa foi um político brasileiro.
Foi deputado à Assembleia Legislativa Provincial de Santa Catarina na 17ª legislatura (1868 — 1869).